# ロングアイランドシティ駅
ロングアイランドシティ駅とは、ニューヨーク市クイーンズ区のロングアイランドシティにあるロングアイランド鉄道 (LIRR) の駅である。

## 概要
クイーンズ区の西端にあり、シティターミナルゾーン に含まれる。運賃区間はゾーン1である。本線とモントーク支線の始発・終着駅である。列車の運行本数は少なく、平日のラッシュアワーにのみ利用者が多く混雑する方向（朝はジャマイカ駅方面、夕方はロングアイランドシティ方面）に列車が運行している。

## 利用可能な鉄道路線
- 本線
  - オイスターベイ支線 - ミネオラ駅から本線に乗り入れ。
  - モントーク支線 - バビロン支線またはセントラル支線を通して本線に乗り入れ。
  - ポートジェファーソン支線 - ヒックスヴィル駅から本線に乗り入れ。

※支線を走るすべての列車はディーゼル列車である。

## 歴史
- 1854年6月26日 – 開業。
- 1902年12月18日 – LIRRが所有する駅ビルとオフィスビルが全焼する[3]。

- 1903年4月26日 – 駅舎が再建される。

- 1910年6月16日 – 直流750V（第三軌条方式）に電化される。

- 1939年 - クイーンズ・ミッドタウン・トンネル（高速道路のトンネル）建設のために駅舎が解体される。[4]

## 駅構造
| 9 | ■     | 制限されたプラットホーム                                |
| 8 | ■     | 制限されたプラットホーム                                |
| 7 | ■本線 | ロングアイランド方面 （ハンターズポイント・アベニュー） |
| 6 | ■本線 | ロングアイランド方面 （ハンターズポイント・アベニュー） |
| 5 | ■本線 | ロングアイランド方面 （ハンターズポイント・アベニュー） |
| 4 | ■本線 | ロングアイランド方面 （ハンターズポイント・アベニュー） |

島式ホーム3面（コンクリート製2面、木製1面）を有する13線の地上駅であり、すべてのホームの有効長は客車2～3両分ほどである。旅客ホームへは5丁目の西にあるボーデン・アベニューからアクセスできる。なお旅客ホームは1面のみであり、6番線と7番線に接するコンクリート製ホームや8番線と9番線に接する木製ホームは従業員のみが利用するホームである。ホームがない線路はすべて留置線である。最南端の4本の線路は第三軌条方式であるが、その他の線路はディーゼル列車のみが利用する。

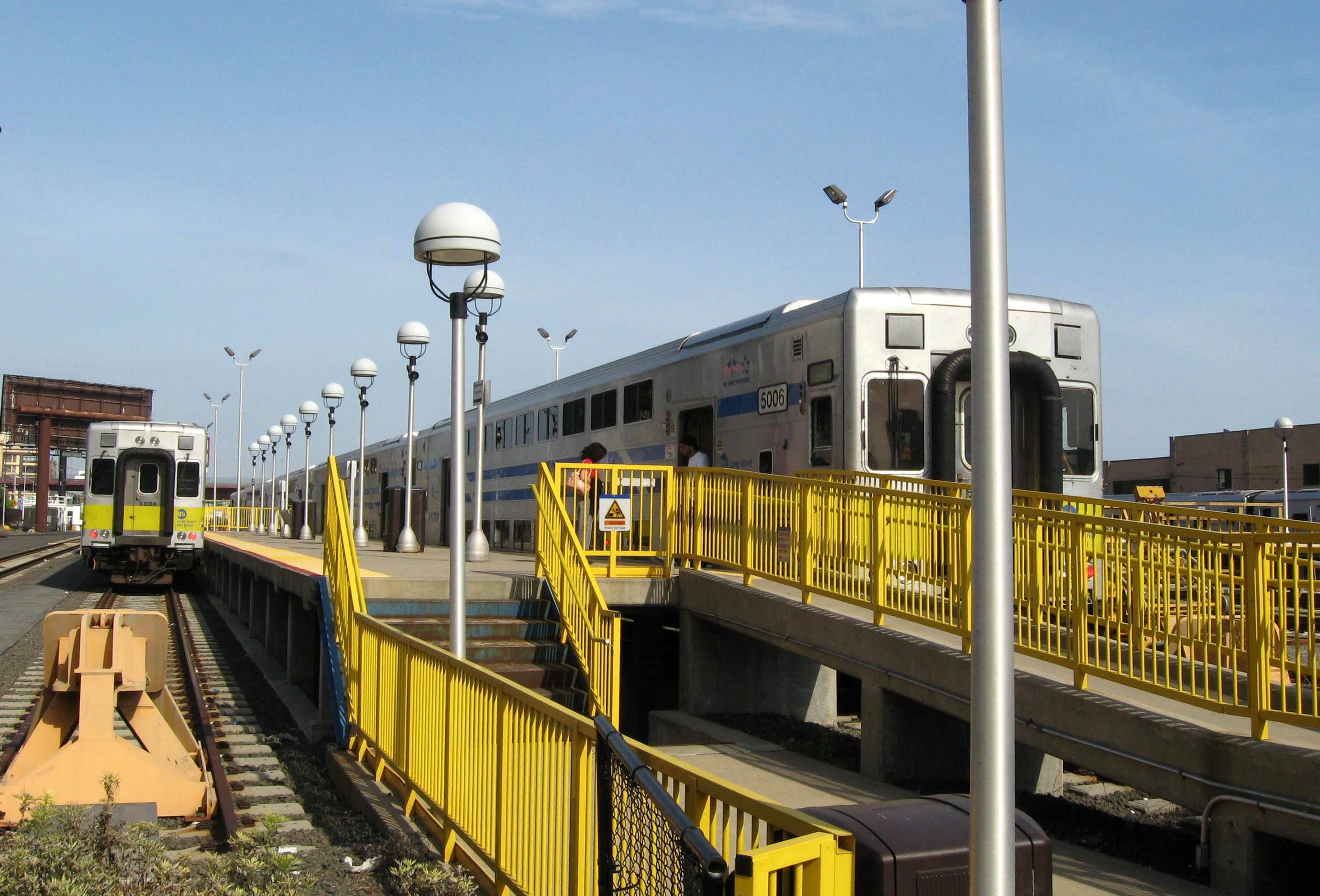
ロングアイランドシティ駅に停車中の列車
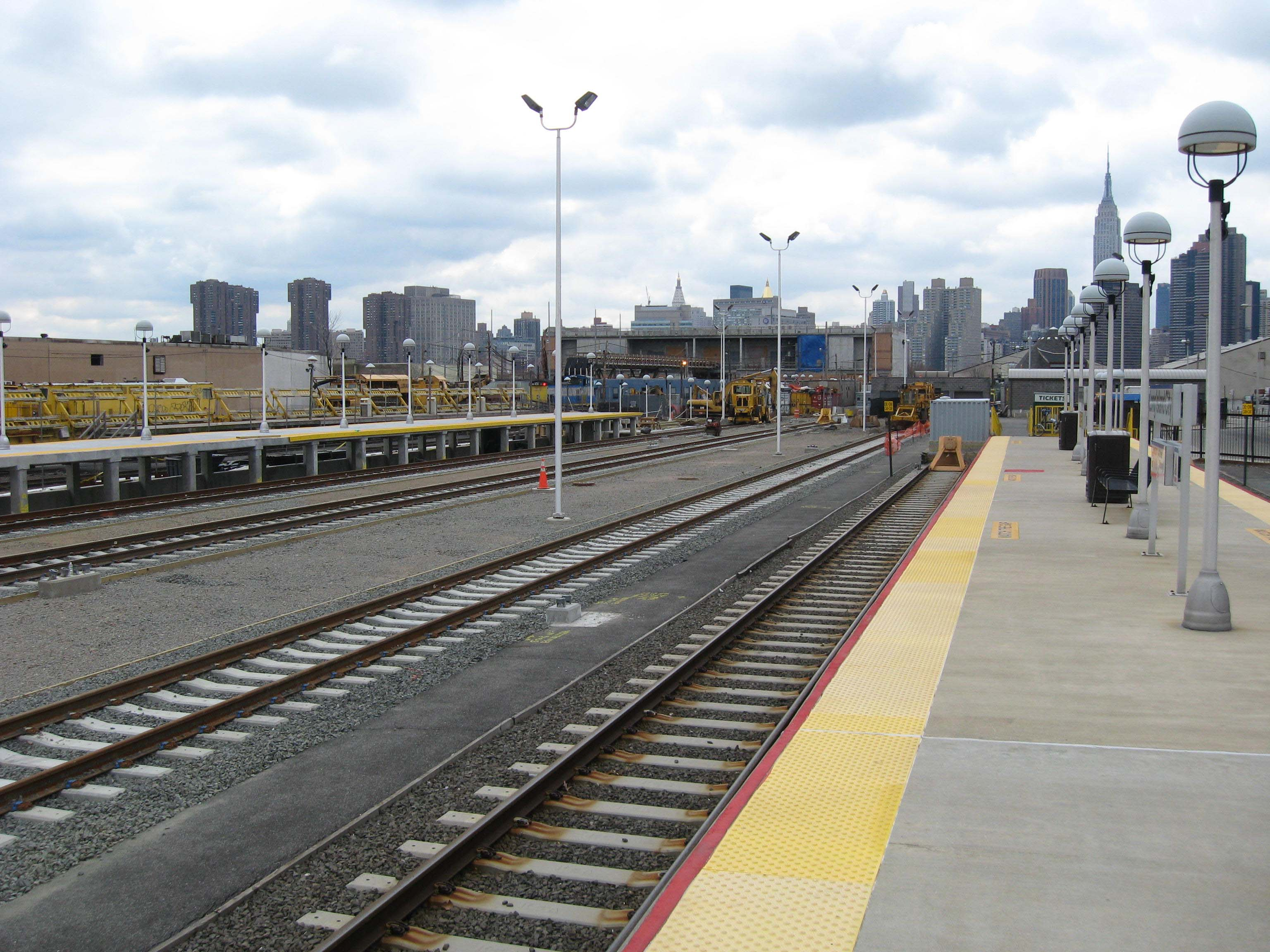
休日は列車が運行しない
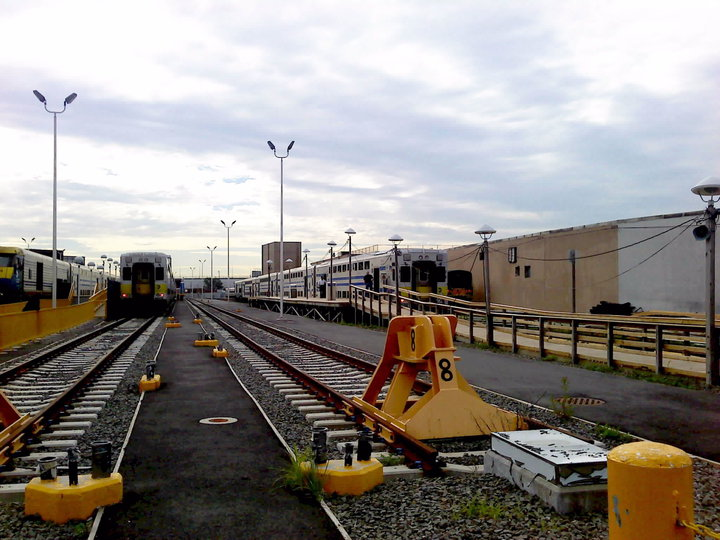
木製ホーム

## その他
- 現在ニューヨーク・アンド・アトランティック鉄道が所有、運行するロウアーモントーク支線 (Lower Montauk Branch) と接続しているが、2012年11月現在、LIRRの列車は運行していない。
- 当駅は19世紀の間に7回（1861年、1870年、1875年、1878年、1879年、1881年4月、1891年7月、1903年4月26日）改築された[1]。
- イースト川トンネルが開通するまでは、当駅はロングアイランドからイーストサイド・マンハッタン行きのフェリーを利用してマンハッタンへ行く乗客の終点でもあった。 旅客フェリーは1925年3月3日に廃止されたが、貨物は20世紀中ごろまでは車両艀（英語版）によってガントリー・プラザ州立公園（英語版）を経由してマンハッタンを往来した[5]。現在、フェリーはニューヨーク・ウォーターウェイが運行している。

## 隣の駅
ロングアイランド鉄道
■ロングアイランド鉄道本線
ロングアイランドシティ駅 – ハンターズポイント・アベニュー駅